# Käppalaförbundet

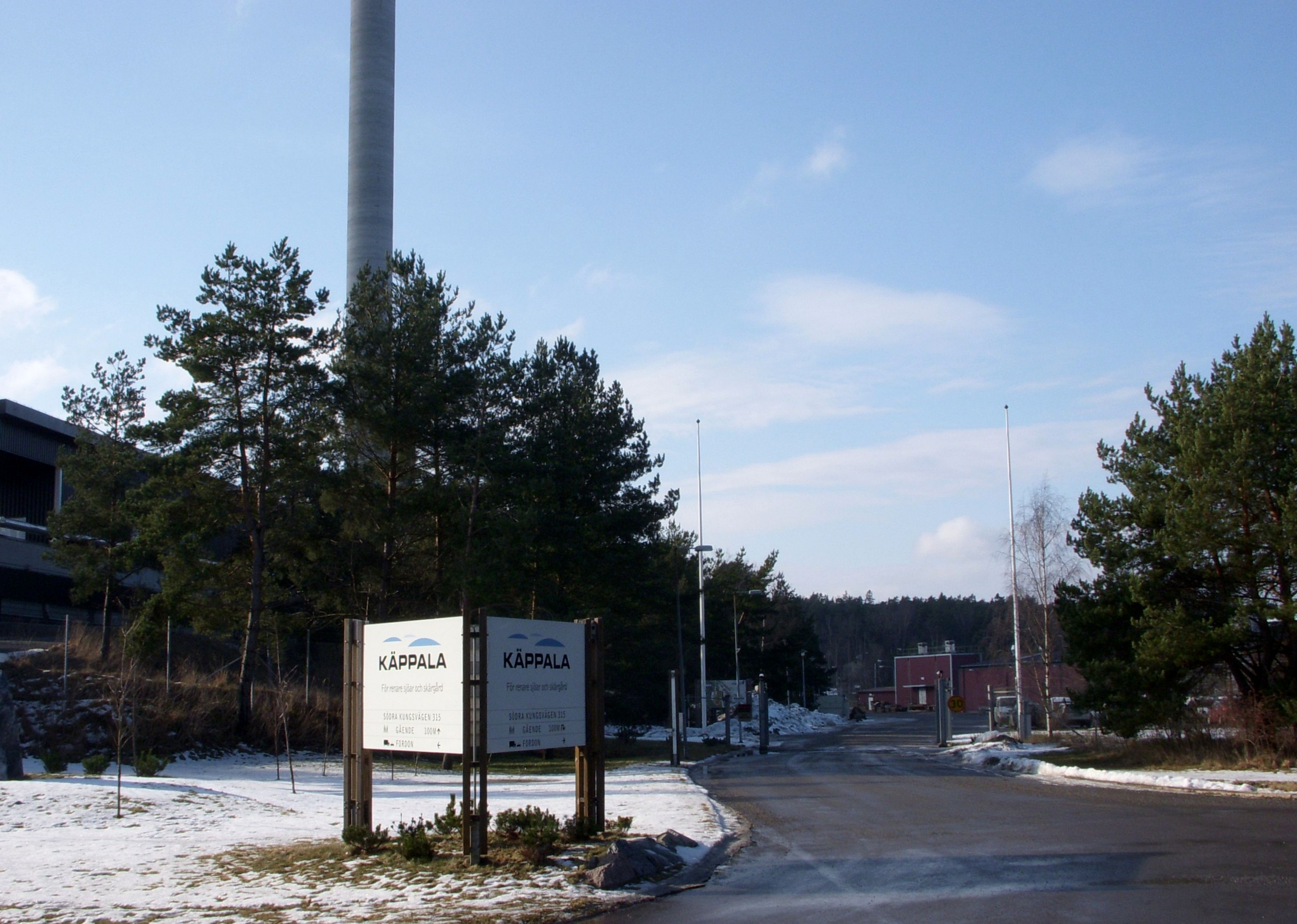
Infart till Käppalaverket

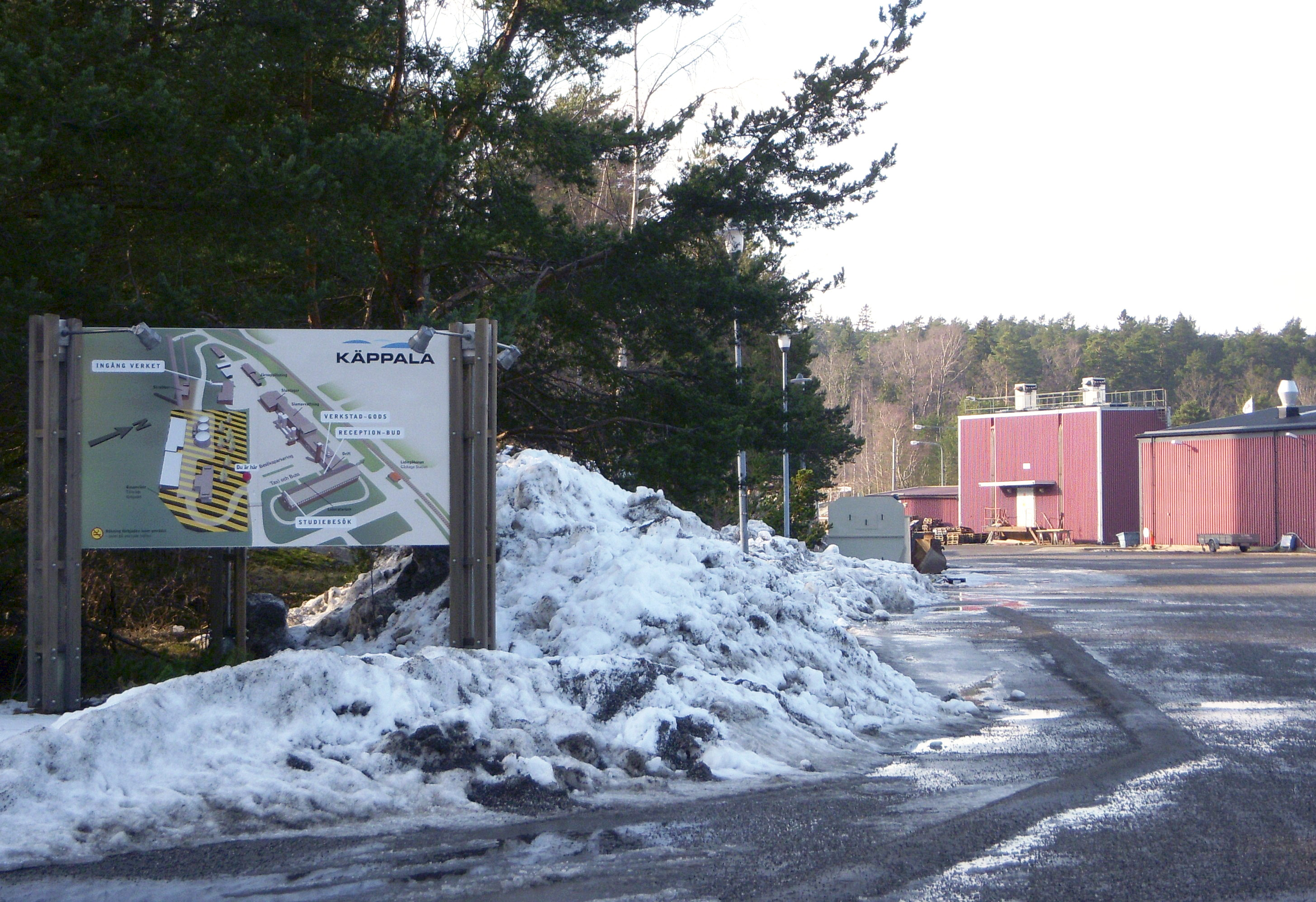
Infart till Käppalaverket

Käppalaförbundet är ett kommunalförbund bestående av elva kommuner i Stockholms län.
Förbundet bildades 1957 för rening av avloppsvattnet från sina medlemskommuner. Åren 1958–1969 byggdes 60 km tunnlar, pumpstationer och reningsverk för ändamålet. Reningsverket är beläget i Käppala (Gåshaga) på Lidingö, efter vilket hela kommunalförbundet har sitt namn. Käppalaverket anses vara ett av världens effektivaste reningsverk.

## Verksamheten
Käppalaverket som har sina anläggningar i stora bergrum i Käppala på östra Lidingö renar avloppsvatten från cirka 500 000 personer i anslutna kommuner, motsvarande över 50 milj. m3 avloppsvatten per år. Genom Käppalaverket har miljöbelastningen på vattnen från både industri och hushållsavloppen i det aktuella upptagningsområdet i princip helt upphört. Varje industri, bensinmack etc. är också försedd med egen oljeavskiljare och alla farliga kemikalier hanteras till största delen lokalt för att inte dessa ämnen ska komma in i reningsverket vilket annars kan förstöra reningsprocessen. Kontinuerlig provtagning och noggranna analyser görs för att verifiera att inkommande avloppsvatten håller tillåtna max. värden på otillåtna ämnen. Käppalaverket är också en stor producent av rötslam och biogas.

### Medlemskommuner
- Danderyds kommun
- Lidingö kommun
- Nacka kommun
- Sigtuna kommun
- Sollentuna kommun
- Solna kommun
- Täby kommun
- Upplands-Bro kommun
- Upplands Väsby kommun
- Vallentuna kommun
- Värmdö kommun